# O Leãozinho
O Leãozinho es una canción de 1977 escrita por el cantante y compositor brasileño Caetano Veloso, que se convirtió en uno de los clásicos de la Música popular brasileña.

## Historia
La canción fue un homenaje al bajista de los Novos Baianos, Dadi Carvalho. Fue grabada en 1977 para ser incluida en el disco Bicho del sello discográfico PolyGram. También formó parte de la banda sonora de la telenovela Sem Lenço, Sem Documento.

## Descripción
Con un ritmo como de canción de cuna, la letra de O leãozinho cuenta con cierta dosis de sensualidad, además de un aire lúdico.Se trata de una canción sobre la belleza y el espíritu de la naturaleza.
La canción relata el encuentro del narrador con un león joven al sol que se regocija en su presencia, admirando su aspecto y cómo su luz trae paz al corazón del narrador. Este expresa su alegría al poder pasar tiempo con el león y compartir su luz.

## Versiones destacadas
- Caetano Veloso - Animal (1977)
- Radio Voces - Mappa do Coração (1997)
- Meja - Mellow (2004)
- Teresa Salgueiro - La Serena (2007)
- Priscilla Ahn - Sesiones en vivo EP (2008)
- Beirut - Al rojo vivo + Río 2 (2011)
- Anavitória - Anavitória Canta para Pessoas Pequenas, Pessoas Grandes e Não Pessoas Também (2017)[3]
- Melo - Rádio Bita (2022)[6]